# Novotroïtsk
|  | Aquest article tracta sobre la ciutat russa de l'óblast d'Orenburg. Vegeu-ne altres significats a «Novotroïtsk (desambiguació)». |

Novotroïtsk (rus: Новотроицк), és una ciutat de l'óblast d'Orenburg, a Rússia, a la vora del riu Ural, al sud dels Urals. El 2014 tenia 93.578 inhabitants.
La seva principal indústria és la siderúrgia, a la dècada de 1950 s'hi va desenvolupar la producció d'acer sobre la base de dipòsits de mineral de ferro. També és important la indústria química. Novotroïtsk es va formar l'any 1945 per la fusió de les viles de Novo-Troitsk i Akkermanovka. Les seves mines d'hematites són particulars pel gran contingut, a més de ferro, de crom, níquel, titani i manganès.